# Verbandsliga 1902-1903
L'edizione 1902-03 della Verbandsliga vide la vittoria finale del VfB Lipsia.
Capocannonieri del torneo furono Heinrich Riso e Bruno Stanischewski (VfB Lipsia), con 6 reti.

## Partecipanti
| Club                | Città      | Qualificata come                                  |
| ------------------- | ---------- | ------------------------------------------------- |
| Altona 93           | Amburgo    | 1° in Verbandes Hamburg-Altonaer Fußballverbandes |
| Berliner SV 1892    | Berlino    | 1° in Verbandes Berliner Ballspiel-Vereine        |
| DFC Prag            | Praga      | 1° in Verbandes Prager Deutscher Fußballvereine   |
| Karlsruher FV       | Karlsruhe  | 1° in Verbandes Süddeutscher Fußball-Vereine      |
| VfB Lipsia          | Lipsia     | 1° in Verbandes Mitteldeutscher Ballspielvereine  |
| Viktoria Magdeburgo | Magdeburgo | 1° Verbandes Magdeburger Ballspiel-Vereine        |

## Fase finale

### Quarti di finale
| Squadra 1        | Risultato | Squadra 2           |
| ---------------- | --------- | ------------------- |
| Altona 93        | 8 - 1     | Viktoria Magdeburgo |
| Berliner SV 1892 | 1 - 3     | VfB Lipsia          |
| DFC Prag         | -         | Karlsruher FV       |

### Semifinali
| Squadra 1  | Risultato  | Squadra 2     |
| ---------- | ---------- | ------------- |
| VfB Lipsia | 6 - 3      | Altona 93     |
| DFC Prag   | 3 - 0 tav. | Karlsruher FV |

### Finale
| Squadra 1  | Risultato | Squadra 2 |
| ---------- | --------- | --------- |
| VfB Lipsia | 7 - 2     | DFC Prag  |

| Arbitro: | Franz Behr |

|                                                                             |           |                |
| W. Friedrich 31’ A. Friedrich 49’ Riso 54’, 71’, 88’ Stanischweski 69’, 85’ | Marcatori | 22’, 65’ Meyer |